# قیام یعقوبی ۱۷۴۵
قیام یعقوبی ۱۷۴۵ (به انگلیسی: Jacobite rising of 1745)،
تلاش چارلز ادوارد استوارت برای به دست آوردن دوبارهٔ تاج و تخت بریتانیا برای دودمان در تبعید استوارت بود. این تلاش در طول جنگ‌های جانشینی اتریش رخ داد؛ زمانی که بسیاری از نیروهای ارتش بریتانیا در قارهٔ اروپا بود. چارلز ادوارد استوارت، که معمولاً در طول زندگی خود در بریتانیا به عنوان «جوان مدعی امپراتوری» و «جوان شوالیه»، و بر پایهٔ گذشته‌نگری به عنوان «شاهزاده چارلی برازنده» شناخته می‌شد، از طریق آب به اسکاتلند واردشد و استانداردهای یعقوبی‌گرایی را در گلنفینان در ارتفاعات اسکاتلند، جایی که او مورد پشتیبانی مردمان قبایل کوهستانی کلن اسکاتلندی با راه‌پیمایی قرار گرفت، مطرح و راه‌اندازی کرد.
این راهپیمایی در جنوب اسکاتلند، که با پیروزی اولیه در پرستون‌پانز در نزدیکی ادینبورو همراه بود آغاز شد. ارتش یعقوبی، که در این زمان روحیهٔ جسورانه‌ای یافته‌بود، بعد از راهپیمایی به سوی کارلایل، در آن‌سوی مرز در انگلستان به راه افتاد. هنگامی که ارتش یعقوبی به داربی رسید، برخی از یکان‌های ارتش بریتانیا از قاره فراخوانده شدند و ارتش یعقوبی به سوی شمال به اینورنس عقب‌نشینی کرد، جایی که در آن آخرین نبرد در خاک اسکاتلند بر روی دشت بایری در نزدیکی کالودن درگرفت. نبرد کالودن با شکست نهایی خواستهٔ یعقوبی به پایان رسید، و چارلز ادوارد استوارت در حالی که برای سرش قیمتی تعیین شده بود، در نهایت با قایقرانی به فرانسه گریخت.

## پیشینه
در نتیجهٔ انقلاب شکوهمند ۱۶۸۸–۱۶۸۹، پادشاه کاتولیک رومی استوارت، جیمز دوم و هفتم اسکاتلند، در حال فرار به تبعید در فرانسه تحت حفاظت و پشتیبانی لویی چهاردهم قرار داشت.